# Dəyəqarabulaq
Dəyəqarabulaq è un comune dell'Azerbaigian situato nel distretto di Gədəbəy. Conta una popolazione di 2 016 abitanti.